# Gedistribueerde database
Een gedistribueerde database is een database waarin de gebruikte apparaten niet allemaal met een gemeenschappelijke centrale verwerkingseenheid zijn verbonden. De verschillende computers die tot dezelfde gedistribueerde database toegang hebben, staan over verschillende plaatsen verspreid.
Een gedistribueerde database wordt door een gedistribueerd databasemanagementsysteem bestuurd. Een gedistribueerde database kan worden opgeslagen op meer computers, die over een computernetwerk zijn verspreid. In tegenstelling tot parallelle computers, waarbij de processoren nauw zijn gekoppeld en één enkel databasesysteem vormen, bestaat een gedistribueerd databasesysteem uit gekoppelde computers, die geen fysieke componenten delen.
Wanneer het gaat om financiële transacties spreekt men wel van een distributed ledger, van een gedeeld, decentraal grootboek. Het centrale mechanisme voor de verwerking van gedistribueerde, financiële gegevens, zoals die van transacties, is de blockchain. Men spreekt van gedistribueerde grootboektechnologie (distributed ledger technology, DLT).